# 우시로가타역
우시로가타역(일본어: 後潟駅)은 일본 아오모리현 아오모리시에 위치한 동일본 여객철도 쓰가루 선의 철도역이다. 단선 승강장 1면 1선의 구조를 갖춘 지상역이다.

## 이용 현황
| 승차 인원 추이 | 승차 인원 추이 |
| 연도           | 1일 평균       |
| -------------- | -------------- |
| 2000           | 106            |
| 2001           | 93             |
| 2002           | 77             |
| 2003           | 66             |
| 2004           | 76             |
| 2005           | 74             |
| 2006           | 78             |
| 2007           | 64             |
| 2008           | 63             |
| 2009           | 53             |
| 2010           | 49             |
| 2011           | 52             |

## 역 주변
- 아오모리 시청 우시로가타 지소
- 아오모리 시 주오 시민 센터 우시로가타 회관

## 역사
- 1951년 12월 5일 : 일본국유철도의 역으로서 히가시쓰가루군 우시로가타 촌에 개업.
- 1958년 10월 21일 : 소액급을 해제해 화물 취급 폐지.
- 1968년 10월 21일 : 화물 취급 완전 폐지.
- 1970년 4월 1일 : 역 업무를 일본 교통 관광사에 위탁.
- 1983년 3월 10일 : 교행 설비 철거, 간이 위탁화.
- 1987년 4월 1일 : 일본국유철도 분할 민영화에 의해, 동일본 여객철도가 승계.
- 2009년
  - 8월 31일 : 간이 위탁 폐지.
  - 9월 1일 : 무인화.

## 인접 역
| 쓰가루 선                | 쓰가루 선   | 쓰가루 선            |
| ------------------------ | ----------- | -------------------- |
| 히다리세키 아오모리 방면 | ■ 쓰가루 선 | 나카사와 민마야 방면 |